# 加藤コウキ
加藤 コウキ（かとう コウキ）は、日本の漫画家、イラストレーター。

## 作品リスト

### 連載作品
- 幻影ヲ駆ケル太陽（原作：sole;viola、『ガンガンONLINE』、スクウェア・エニックス）
- 餡さんぶるっ!（原作：無義歩、『コミック アース・スター』、アース・スターエンターテイメント）
- カット&ペーストでこの世界を生きていく（原作：咲夜(ツギクル)、『水曜日はまったりダッシュエックスコミック』、集英社）

### 読み切り
- ガンガンONLINE（読み切りカーニバル） とす!
- コミュファ光（チラシデザイン・紹介漫画）
- MANGA AIRPORT（紹介漫画）
- 本当にあった萌える話 Vol.3
- 本当にあった萌える話 Vol.2
- 本当にあった萌える話 Vol.1
- ソフトバンク ネットランナー 萌える話
- ソフトバンク ネットランナー 萌える話

### アンソロジー
- ロロナのアトリエ アンソロジー

### イラスト
- 東山動植物園（パンフレットイラスト）
- オリジナルアニメーション「幻影ヲ駆ケル太陽」アニメコンテンツエキスポ2013・コミカライズ紹介用イラスト
- ガンガンONLINE（イラスト・春）
- （株）エイチーム
  - iPhoneアプリ 監獄脱出少女Lie（キャラクター）
  - 携帯アプリ 不思議の国のアリスの館（キャラクター・背景・ロゴデザイン）
  - 携帯アプリ キャッ!激萌2人対戦ゲーム（図書委員イラスト）
  - 携帯アプリ キャッ!激萌2人対戦ゲーム（アイドルイラスト）
  - 携帯アプリ キャッ!激萌2人対戦ゲーム（縮小娘イラスト）
  - 携帯アプリ キャッ!激萌2人対戦ゲーム（アナタが萌命令！王様ゲーム・OLイラスト）
  - 携帯アプリ キャッ!激萌2人対戦ゲーム（アーン♪激萌ブロック崩し3D・バレー部員イラスト）
- ヴィオラートのアトリエ（応援イラスト）
- リクルート CarSensor
- リクルート CarSensor 東海版（小冊子イラスト）